# Kenefic, Oklahoma
Kenefic, Oklahoma (енгл. Kenefic) град је у америчкој савезној држави Оклахома.

## Демографија
По попису из 2010. године број становника је 196, што је 4 (2,1%) становника више него 2000. године.
| Група             | 2000.       | 2010.       |
| Белци             | 151 (78,6%) | 133 (67,9%) |
| Афроамериканци    | 0 (0,0%)    | 0 (0,0%)    |
| Азијати           | 0 (0,0%)    | 1 (0,5%)    |
| Хиспаноамериканци | 2 (1,0%)    | 11 (5,6%)   |
| Укупно            | 192         | 196         |